# جبال بارز
| دریای خزر خلیج فارس میان‌رودان آمودریا هری‌رود سند هندوکش کوه بابا دریاچه ارومیه البرز کپه‌داغ زاگرس بلوچستان زاینده‌رود زردکوه بارز کوه هزار دشت کویر دشت لوت هیرمند دریاچه هامون کوه خواجه گود زره سیستان کوه تفتان کوه های سلیمان دریاچه جازموریان بزمان |

جبال بارز نام رشته‌کوهی در استان کرمان در جنوب شرق ایران است. این رشته‌کوه با طول تقریبی ۱۰۰ کیلومتر از شمال غرب به جنوب شرق و به موازات هلیل‌رود تا شمال شرق جیرفت و جنوب غرب بم کشیده شده است و بلندترین قله آن، علم شاه، ۳،۷۴۱ متر ارتفاع دارد. امتداد این رشته کوه توسط کوه‌های دیگری مانند کوه شهسواران و کوه هودیان تا جنوب شرق ادامه می‌یابد. کوه‌های جبال بارز دشت هامون جازموریان را از نمک‌زار شهداد و دشت لوت جدا می‌کند.
بلندترین قله کوههای بارز حدود ۴۰۰۰ متر بلندتر از سطح دریاست و تا اواسط بهار پوشیده از برف است. بخشی از آب جلگه شهداد از این رشته‌کوهها فراهم می‌آید.

## نام
نام بارز با نام کوه‌های البرز در شمال ایران و البروس در قفقاز هم‌ریشه است. این نام از واژه «هره برزَیتی» (Harā Bərəzaitī) در اوستایی و «هربرز» در زبان پهلوی مرکب از دو جزء هر به معنی کوه و برز به معنی بالا و بلند و بزرگ ریشه گرفته‌است. کوه‌هایی به نام البرز در جهرم، زابل و بلخ نیز وجود دارند و یکی از ایل‌های کرد نیز بارزان نام دارد. به نظر می‌رسد که مردمان ایرانی‌تبار نام البرز را به بلندترین کوه‌هایی که در منطقه زندگیشان بوده می‌گفتند؛ همان‌گونه که ترک‌زبانان از نام قره‌داغ برای اشاره به این مفهوم استفاده می‌کنند.

## زمین‌شناسی
کوه‌های جبال بارز عمدتاً از سنگ‌های بیرونی و نفوذی متعلق به دوره ائوسن ساخته شده و در محلی قرار دارد که با نام‌های کوه‌های مرکزی ایران و کمربند آتشفشانی سهند- بزمان شناخته می‌شود. بخش عمده این کمربند کوهستانی بر اثر فعالیت‌های آتشفشانی و ژرف‌توده‌گرایی (پلوتونیسم) طی دوره ائوسن شکل گرفته و از آتشفشان سهند در شمال غرب تا آتشفشان بزمان در جنوب غرب ایران کشیده شده‌است.